# Ђер-Мошон-Шопрон (жупанија)
Ђер-Мошон-Шопрон (жупанија) (мађ. Győr-Moson-Sopron megye) је једна од прекодунавских жупанија Мађарске, налази се у западној прекодунавској регији.
Жупанија лежи на северозападном делу Мађарске. Своје границе дели са Аустријом, Словачком и мађарским жупанијама Комаром-Естергом, Веспрем и Ваш. Површина жупаније је 4.088,70 km². Седиште жупаније је град Ђер.

## Историја
Жупанија Ђер-Мошон-Шопрон је креирана од две већ тада постојеће жупаније Ђер-Мошон и Шопрон. Иако је жупанија формирана у време комунистичког периода мађарске, утицаја на стварање ове жупаније је имала и историја. После Првог светског рата жупаније Мошон и Шопрон су свака од њих биле подељене на два дела, са тим да су њихови западни делови били додељени Аустријској покрајини Бургенланд. У периоду од 1923. и 1945. године, жупаније Ђер и Мошон су постале део новоформиране жупаније Ђер-Мошон-Пожоњ, преименоване после рата у Ђер-Мошон. Током 1947. године границе жупаније су нешто измењене када су три села додељена Чехословачкој као резултат мировног споразума који је потписан те године. Садашње границе жупанија је добила 1950. године.
Седиште жупаније је град Ђер, али има јаке конкуренте у градовима Шопрон и Хеђешхалом. Шопрон је одувек био важан културни центар а Хеђешхалом је постао један од најпрометнијих интернационалних центара у Мађарској.

## Демографија
Жупанија Ђер-Мошон-Шопрон заузима површину од 420.810 хектара и има 442.667 становника. Укупно има 176.993 домова.

### Котари у жупанији Ђер-Мошон-Шопрон
Жупанија Ђер-Мошон-Шопрон има 2 урбана округа, 10 градова, 4 велика села и 167 села.
Котари у Ђер-Мошон-Шопрон жупанији са основним статистичким подацима:
| Име котара          | Седиште        | Површина (km²) | Број становника (1. јануар 2007) | Број насеља |
| ------------------- | -------------- | -------------- | -------------------------------- | ----------- |
| Чорнајски           | Чорна          | 598,78         | 34.904                           | 34          |
| Ђерски              | Ђер            | 742,54         | 178.582                          | 27          |
| Капувар-Беледскиски | Капувар        | 362,72         | 23.955                           | 18          |
| Мошонмађароварски   | Мошонмађаровар | 930,69         | 73.529                           | 26          |
| Панонхалмски        | Панонхалма     | 320,59         | 16.981                           | 18          |
| Шопрон-Фертедски    | Шопрон         | 877,19         | 95.470                           | 40          |
| Тетски              | Тет            | 375,59         | 19.246                           | 19          |

### Градови са општинском управом
- Ђер , (127.594), (седиште)
- Шопрон Sopron, (57.895).

### Градови са статусом носиоца општине
(Ред списка је направљен по опадајућем низу броја становника датог места, попис је из 2001. године, курзивним текстом су написана оригинална имена на мађарском језику), а у заградама је број становника.
- Мошонмађаровар Mosonmagyaróvár, (30.424)
- Чорна , (10.848)
- Капувар Kapuvár, (10.684)
- Јаношшоморја Jánossomorja, (5.998)
- Тет , (4.113)
- Панонхалма Pannonhalma, (4.098)
- Фертед Fertőd, (3.403)

### Села
| - Абда , - Ачалаг , - Агфалва , - Ађагошсергењ , - Арпаш , - Ашвањраро , - Бабот , - Бађогсоват , - Бакоњђирот , - Бакоњпетерд , - Бакоњсентласло , - Барбач , - Белед , - Безење , - Бези , - Бодонхељ , - Бођосло , - Берч , - Бењ , - Бешаркањ , - Цакохаза , - Цирак , - Чафордјаношфалва , - Чапод , - Чер , - Чикванд , - Дарножели , - Дунакилити , - Дунаремете , | - Дунасег , - Дунасентпал , - Дунасигет , - Денешфа , - Дер , - Ебергец , - Еч , - Едве , - Еђед , - Еђхазашфалу , - Енеше , - Фарад , - Фехерто , - Фекетеерде , - Фелпец , - Фењефе , - Фертебоз , - Фертеендред , - Фертехомок , - Фертеракош , - Фертесентмиклош , - Фертесеплак , - Ђалока , - Ђармат , - Ђемере , - Ђерасоњфа , - Ђершаг , - Ђоро , - Ђерладамер , | - Ђерсемере , - Ђершевењхаз , - Ђерзамољ , - Ђерујбарат , - Ђерујфалу , - Гењи , - Халаси , - Харка , - Хеђешхалом , - Хеђке , - Хидегсшег , - Химод , - Хедервар , - Хевеј , - Икрењ , - Иван , - Јобахаза , - Кајарпец , - Кимле , - Кишбабот , - Кишбајч , - Кишбодак , - Кишфалуд , - Коронцо , - Кунсигет , - Карољхаза , - Коњ , - Копхаза , - Лази , | - Левел , - Липот , - Лебењ , - Леве , - Маглоца , - Мађаркерестур , - Маријакалнок , - Маркотабедеге , - Мечер , - Мергеш , - Мезеерш , - Михаљи , - Мошонсентмиклош , - Мошонсолнок , - Морицхида , - Нађбајч , - Нађценк , - Нађлож , - Нађсентјанош , - Немешкер , - Њалка , - Њул , - Ошли , - Етевењ , - Перестег , - Петехаза , - Пиње , - Поћонд , - Пустачалад , | - Пали , - Пастори , - Пазмандфалу , - Пер , - Пишки , - Рабачанак , - Рајка , - Равазд , - Репцесемере , - Репцевиш , - Рејтекмужај , - Романд , - Рабачечењ , - Рабакецел , - Рабапатона , - Рабапордањ , - Рабашебеш , - Рабасентандраш , - Рабасентмихаљ , - Рабасентмиклош , - Рабатамаши , - Рабцакапи , - Реталап , - Шарод , - Шикатор , - Шобор , - Шокоропатка , - Шопронхорпач , - Шопронкевешд , | - Шоприннемет , - Сакоњ , - Сањ , - Серечењ , - Сил , - Силшаркањ , - Сарфелд , - Тап , - Тапсентмиклош , - Тарјанпуста , - Тење , - Тарнокрети , - Телтештава , - Ујкер , - Ујронафе , - Унд , - Вадошфа , - Ваг , - Варбалог , - Вескењ , - Веспремваршањ , - Витњед , - Велчеј , - Вамошсабади , - Вашарошфалу , - Венек , - Жебехаза , - Жира . |

 означене општине су „велика“ села.

## Галерија
- Нађлож палата
- Шопронхорпач-Сећењи палата
- Сањ палата
- Жира палата
- Нађлож палата
- Нађценк палата
- Михаљи палата
- Денешфа палата
- Хедервар палата
- Шопрон